# Mimet
Mimet é uma comuna francesa na região administrativa da Provença-Alpes-Costa Azul, no departamento de Bouches-du-Rhône. Estende-se por uma área de 18,7 km². Em 2010 a comuna tinha 4 424 habitantes (densidade: 236,6 hab./km²).